# Jessen (Elster)
Jessen (Elster) − miasto w Niemczech, w kraju związkowym Saksonia-Anhalt, w powiecie Wittenberga.

## Geografia
Miasto leży na południowy wschód od Wittenbergi.

## Dzielnice
| - Arnsdorf - Battin - Buschkuhnsdorf - Dixförda - Düßnitz - Gentha - Gerbisbach - Glücksburg - Gorsdorf - Grabo - Großkorga - Hemsendorf - Holzdorf - Jessen (Elster) | - Kleindröben - Kleinkorga - Klossa - Klöden - Kremitz - Leipa - Linda (Elster) - Lindwerder - Lüttchenseyda - Mark Zwuschen - Mauken - Mellnitz - Mönchenhöfe - Morxdorf | - Mügeln - Naundorf bei Seyda - Neuerstadt - Rade - Rehain - Reicho - Ruhlsdorf - Schadewalde - Schöneicho - Schützberg - Schweinitz - Seyda - Steinsdorf - Zwuschen |

Przez miasto przebiega droga krajowa B187.

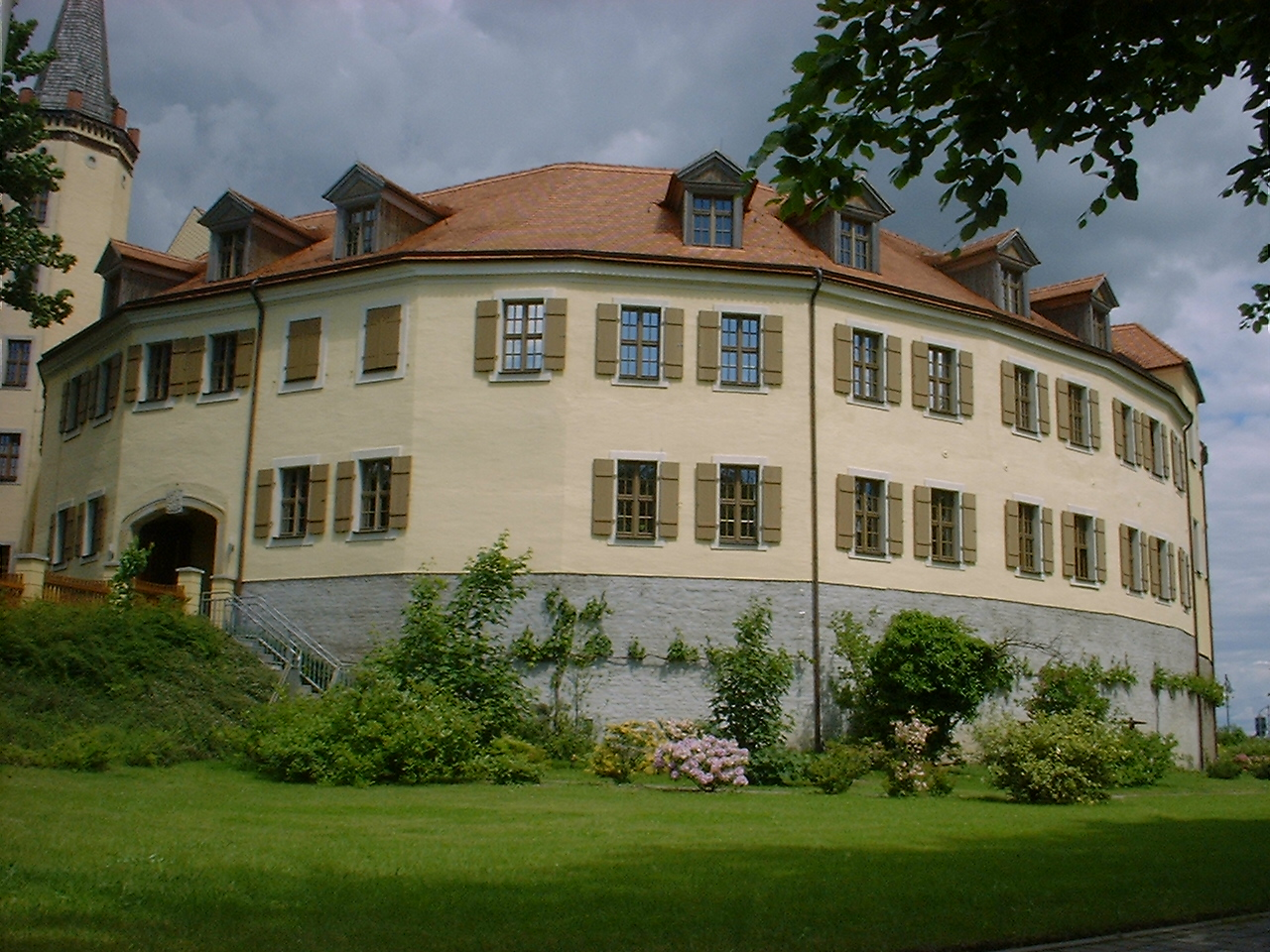
Zamek